# 今週の悪役
「今週の悪役（Villain of the week）」（ジャンルによっては「今週のモンスター（monster of the week）」、「今週のフリーク（freak of the week）」、「今週のエイリアン（alien of the week）」、「ゲスト怪人」）とは、フィクション作品の1つのエピソードにのみ登場する敵役のことである。

## 概要
今週の悪役は、アメリカや日本のジャンルベースのテレビシリーズでよく見られる。この種の番組は、年に10～20回のペースで毎週エピソードが放送されるため、毎週のエピソードには新しい敵役が登場することが多い。主人公たちは通常、これらの敵役と対決して打ち負かし、二度と姿を見せないようにすることが多い（例：『チャームド 〜魔女3姉妹〜』、『ヤング・スーパーマン』、『スクービー・ドゥー』）。シリーズによっては、このような敵役を使って、シリーズの進行中のプロットを進めることを交互に行うものもある（『バフィー 〜恋する十字架〜』、『スーパーナチュラル』、『FRINGE/フリンジ』、『X-ファイル』 のように、どちらのタイプのエピソードを好むかでファンの意見が分かれることが多い）。
一方で、繰り返し登場する敵の手先として、このような一度きりの敵を登場させるケースもある（例：『仮面ライダー』、『スーパー戦隊』およびそのアメリカ版である『パワーレンジャー』 、『セーラームーン』、ウルトラシリーズなど）。また、これらの悪役が改心して戻ってきて、貴重な味方になったり、ストーリーの中で大きな役割を果たすこともある。アメリカのアクションドラマ『バーン・ノーティス 元スパイの逆襲』では、各エピソードにおいては一度しか登場しない敵役に焦点を当てているが、すべてのエピソードの最後の部分では、より大きなストーリーアークを展開している。イギリスのSF番組『秘密情報部トーチウッド』は、最初の2シリーズではこの形式を採用していたが、その後、連続したストーリー形式に変更された。
「今週の悪役」というプロットは、エピソードをどのような順番でも再放送することができ、継続的なストーリーラインを持つ連載形式のように、順番に放送する必要がないため、シンジケーターにとって魅力的なものとされている。